# رگی بوش
رگی بوش (انگلیسی: Reggie Bush؛ زادهٔ ۲ مارس ۱۹۸۵) بازیکن فوتبال آمریکایی اهل ایالات متحده آمریکا است.
از باشگاه‌هایی که در آن بازی کرده‌است می‌توان به نیو اورلینز سینتز، دیترویت لاینز، و میامی دلفینز اشاره کرد.